# Carope il Vecchio
Carope il Vecchio (Χάρωψ; fl. II secolo a.C.) è stato un politico greco antico.

## Biografia
Carope era uno dei capi della lega epirota, grande fautore di una stretta alleanza con i Romani al tempo della seconda guerra macedonica contro Filippo V di Macedonia.
Quando Tito Quinzio Flaminino giunse in Grecia (198 a.C.) decise di marciare subito contro Filippo e scegliere la strada più breve, che passava per il passo di Antigoneia. Per quaranta giorni fronteggiò il nemico macedone, senza aver una buona possibilità di attaccare favorevolmente Filippo; anzi al contrario il re macedone, vista la situazione di stallo, stava pensando di chiedere ai Romani un trattato di pace a lui favorevole, anche tramite la mediazione degli Epiroti.
Tito Quinzio Flaminino fu informato da Carope dell'esistenza di un passaggio tra i monti che poteva condurre le truppe alle spalle dei Macedoni. Questo passo non era presidiano da forze nemiche o perché non conosciuto da Filippo e dai suoi o perché erano sicuri che i Romani non lo avrebbero mai usato. Dopo aver inviato una guida pratica dei luoghi, che verificò l'assenza di reparti macedoni, Flaminino decise di inviare anche 4 300 uomini armati con la guida, i quali alcuni giorni più tardi si presentarono alle spalle della armata macedone.
Nel 192 a.C. Carope fu inviato come ambasciatore dai suoi compatrioti presso la corte di Antioco III il Grande, che in quel momento stava svernando a Calcide, sull'isola di Eubea. Carope giustificò l'alleanza della lega epirota con i Romani, perché l'Epiro era molto vicino all'Italia e quindi esposto alle eventuali vendette Romane molto più di ogni altra popolazione greca. Perciò doveva scusare gli epiroti se non si alleavano con il re seleucide; lo avrebbero fatto solo dopo che Antioco avesse dimostrato di essere abbastanza forte da proteggerli.
In ogni caso Carope personalmente rimase per tutta la vita fedele alla amicizia con i Romani, tanto da inviare il nipote Carope il Giovane a Roma per educarlo secondo i modi latini.